# Emmanuel Karagiannis
Emmanuel (Manu) Karagiannis (Maasmechelen, 22 november 1966) is een Belgisch voormalig voetballer van Griekse afkomst. Hij was een middenvelder die voor onder meer KSV Waregem, Germinal Ekeren en RSC Anderlecht uitkwam. Karagiannis, die de reputatie had een moeilijke jongen te zijn, speelde in de jaren 90 ook 8 keer voor de Rode Duivels.

## Carrière
De vader van Emmanuel Karagiannis was afkomstig van het eiland Samos en emigreerde op 18-jarige leeftijd naar Limburg, waar hij als mijnwerker aan de slag ging. Emmanuel werd geboren in België, maar werd in zowel het Nederlands als het Grieks opgevoed. Hij groeide op in Leut en sloot zich op jonge leeftijd aan bij het plaatselijke Patro Eisden. Midden jaren 80 maakte hij zijn debuut voor de tweedeklasser.
In 1986 verhuisde de verdedigende middenvelder die bekendstond om zijn inzet, treiterig gedrag en Grieks temperament naar het KSV Waregem van trainer Urbain Haesaert. Met de Belgische subtopper speelde Karagiannis in het seizoen 1988/89 ook Europees. Begin jaren 90 kende de West-Vlaamse club een sportieve terugval. In 1992 ruilde de Griekse Belg Essevee in voor promovendus RFC Seraing.
De Luikse club vertoefde op dat ogenblik in tweede klasse, maar werd na de komst van Karagiannis meteen kampioen. De club promoveerde naar eerste klasse en trok vervolgens Roger Lukaku, Serge Kimoni, Jean-Marie Houben, Axel Lawarée en zijn oud-ploegmaat Patrick Teppers aan. De nieuwe namen bleken een versterking te zijn, want de promovendus werd in het seizoen 1993/94 verrassend derde na RSC Anderlecht en Club Brugge. Een jaar later mocht Seraing ook deelnemen aan de UEFA Cup.
In 1995 versierde de net geen 30-jarige Karagiannis een transfer naar RSC Anderlecht, waar hij een ploegmaat werd van onder meer Pär Zetterberg, Johan Walem, Gilles De Bilde, Johnny Bosman en Marc Emmers. De Griekse Belg speelde aanvankelijk regelmatig, maar speelde zijn plaats in de loop van het seizoen kwijt. Hij sloot het seizoen met Anderlecht af als vicekampioen.
Na precies een jaar hield hij het voor bekeken in Anderlecht. De Limburgse middenvelder belandde in de zomer van 1996 bij Antwerp FC. Na twee seizoenen strijden tegen de degradatie wist Antwerp in 1996/97 opnieuw aan te sluiten bij de subtop. Hoewel Karagiannis onder coach Georg Keßler een vaste waarde was, besloot hij na het seizoen opnieuw van werkgever te veranderen. Hij tekende bij concurrent Germinal Ekeren. Met spelers als Tomasz Radzinski, Gunther Hofmans en Cvijan Milošević werd Ekeren in het seizoen 1997/98 derde in de competitie. De club speelde dat seizoen als bekerwinnaar ook Europees. In de eerste ronde van de Europacup II schakelden Karagiannis en zijn ploegmaats Rode Ster Belgrado uit. In de tweede ronde bleek het Duitse VfB Stuttgart te sterk. In 1999 smolten Germinal Ekeren en Beerschot VAC samen tot Germinal Beerschot. De fusieclub eindigde twee seizoenen na elkaar veilig in de middenmoot.
In 2001 stapte Karagiannis over naar La Louvière. Hij tekende een contract voor een jaar bij de Henegouwse club. Zijn verbintenis zou automatisch met een jaar verlengd worden van zodra hij 25 wedstrijden of meer speelde. Karagiannis zou makkelijk aan 25 wedstrijden geraakt zijn, was het niet dat trainer Ariël Jacobs de opdracht kreeg om hem niet meer op te stellen. Het bestuur wilde immers van Karagiannis' zwaar contract af. In overleg met Jacobs legde Karagiannis zich bij de zaak neer.
In 2002 keerde de inmiddels 36-jarige voetballer terug naar zijn eerste club, die inmiddels was omgedoopt tot Patro Maasmechelen. Karagiannis speelde nog twee jaar voor de tweedeklasser alvorens een punt te zetten achter zijn spelerscarrière. Hij sloot zich nog even aan bij het bescheiden Juve Maasmechelen, maar een ernstige nekblessure maakte daar al snel een einde aan zijn sportieve plannen.

## Nationale ploeg
Op 29 maart 1995 maakte Karagiannis onder bondscoach Paul Van Himst zijn debuut voor het Belgisch voetbalelftal. De middenvelder van Seraing speelde toen mee in het EK-kwalificatieduel tegen Spanje. Het duel eindigde op 1-1, Karagiannis werd net voor affluiten vervangen door Bertrand Crasson.
Op 22 april 1995 speelde hij de volle 90 minuten in een vriendschappelijk duel tegen de Verenigde Staten. Vier dagen later speelde hij ook de volledige wedstrijd mee tegen Cyprus. België won het EK-kwalificatieduel met 2-0. Karagiannis opende na 20 minuten de score. Ook in de overige kwalificatiewedstrijden startte de Griekse Belg telkens in de basis. Toen de Rode Duivels zich niet wisten te plaatsen voor EURO '96 verdween hij weer uit de ploeg.
Op 25 februari 1998 speelde Karagiannis, inmiddels een speler van Germinal Ekeren, zijn laatste interland voor België. Hij mocht toen van bondscoach Georges Leekens in een vriendschappelijk duel tegen de Verenigde Staten invallen voor aanvoerder Franky Van der Elst.

### Interlands
| No. | Datum      | Wedstrijd                 | Uitslag | Basisplaats of invalbeurt                           | Soort Wedstrijd   |
| --- | ---------- | ------------------------- | ------- | --------------------------------------------------- | ----------------- |
| 1.  | 29-03-1995 | Spanje - België           | 1-1     | Basisplaats, vervangen na 84' door Bertrand Crasson | EK-kwalificatie   |
| 2.  | 22-04-1995 | België - Verenigde Staten | 1-0     | Basisplaats 90'                                     | Vriendschappelijk |
| 3.  | 26-04-1995 | België - Cyprus           | 2-0     | Basisplaats 90', gescoord na 20' (1-0)              | EK-kwalificatie   |
| 4.  | 07-06-1995 | Macedonië - België        | 0-5     | Basisplaats 90'                                     | EK-kwalificatie   |
| 5.  | 06-09-1995 | België - Denemarken       | 1-3     | Basisplaats 90'                                     | EK-kwalificatie   |
| 6.  | 07-10-1995 | Armenië - België          | 0-2     | Basisplaats, vervangen na 81' door Sven Vermant     | EK-kwalificatie   |
| 7.  | 15-11-1995 | Cyprus - België           | 1-1     | Basisplaats, vervangen na 46' door Michaël Goossens | EK-kwalificatie   |
| 8.  | 25-02-1998 | België - Verenigde Staten | 2-0     | Ingevallen na 53' voor Franky Van der Elst          | Vriendschappelijk |

## Spelerscarrière
| seizoen | club               | land   | competitie     | wed. | goals |
| ------- | ------------------ | ------ | -------------- | ---- | ----- |
| 1983/84 | Patro Eisden       | België | Derde Klasse   | 1    | 0     |
| 1984/85 | Patro Eisden       | België | Tweede Klasse  |      |       |
| 1985/86 | Patro Eisden       | België | Tweede Klasse  | 26   | 4     |
| 1986/87 | SV Waregem         | België | Jupiler League | 24   | 0     |
| 1987/88 | SV Waregem         | België | Jupiler League | 32   | 3     |
| 1988/89 | SV Waregem         | België | Jupiler League | 21   | 3     |
| 1989/90 | SV Waregem         | België | Jupiler League | 10   | 1     |
| 1990/91 | SV Waregem         | België | Jupiler League | 31   | 3     |
| 1991/92 | SV Waregem         | België | Jupiler League | 23   | 0     |
| 1992/93 | Seraing            | België | Tweede Klasse  | 27   | 2     |
| 1993/94 | Seraing            | België | Jupiler League | 31   | 1     |
| 1994/95 | Seraing            | België | Jupiler League | 32   | 1     |
| 1995/96 | RSC Anderlecht     | België | Jupiler League | 20   | 0     |
| 1996/97 | Antwerp FC         | België | Jupiler League | 27   | 3     |
| 1997/98 | Germinal Ekeren    | België | Jupiler League | 27   | 0     |
| 1998/99 | Germinal Ekeren    | België | Jupiler League | 31   | 2     |
| 1999/00 | Germinal Beerschot | België | Jupiler League | 26   | 3     |
| 2000/01 | Germinal Beerschot | België | Jupiler League | 23   | 2     |
| 2001/02 | La Louvière        | België | Jupiler League | 20   | 1     |
| 2002/03 | Patro Maasmechelen | België | Tweede Klasse  | 28   | 3     |
| 2003/04 | Patro Maasmechelen | België | Tweede Klasse  | 31   | 1     |